# Тестування стабільності
Тестування стабільності та надійності (Stability / Reliability Testing) — один з видів автоматизованого тестування ПЗ, ціллю якого є перевірка працездатності додатку при тривалому тестуванні з очікуваним рівнем навантаження.
Перед тим як піддавати ПЗ екстремальним навантаженням варто провести преревірку стабільності в передбачуваних умовах роботи, тобто занурити продукт в повну робочу атмосферу.
При тестуванні, тривалість його проведення не має першочергового значення, основна задача — спостерігаючи за використанням ресурсів, виявити витік пам'яті та прослідкувати щоб швидкість обробки даних і/або час відповіді додатку на початку тесту і з плином часу не зменшилася. В іншому випадку ймовірні збої в роботі продукту та перевантаження системи.
Часто в «домашніх» умовах, тестування стабільності об'єднують із стрес-тестуванням, тобто перевіряють не лише стабільність, але й здатність додатку переносити жорсткі умови та сильні навантаження тривалий час.